# Convenience Store
Ein Convenience Store (auch Convenience Center, Convenience Shop oder Mini-Markt), früher auch „Mischwaren“-Laden oder Krämerladen, ist eine Betriebsform im Einzelhandel.
Hierzu zählen kleinflächige Geschäfte, deren Sortiment eher hochpreisig, schmal (d. h. wenige Warengruppen abdeckend) und flach (d. h. nur geringe Auswahl innerhalb abgedeckter Warengruppen) ist und den Schwerpunkt im Lebensmittelbereich und hier insbesondere im Bereich sofort zu konsumierender Produkte hat (Convenience Food).
Häufig werden aber auch zusätzliche kleinere Dienstleistungen (z. B. Bestellungsannahme für Versandhäuser, Lotto-Annahmestellen oder Postagenturen) angeboten. Convenience Shops setzen auf die Bequemlichkeit ihrer Kunden und sind oft an externe Frequenzzubringer gebunden (Bahnhöfe, Tankstellen). Insbesondere in Deutschland können sie an diesen Standorten auch von den hier besonders liberalen Öffnungszeiten profitieren (24/7). Zu Convenience Shops zählen aber auch Kioske.
Die Bedeutung dieser Betriebsform ist in den letzten Jahren stark angestiegen (Umsatz in Deutschland über 20 Milliarden Euro, Oktober 2005). Sie sind sowohl als Konkurrenz zu traditionellen Lebensmitteleinzelhändlern als auch zu Gastronomie-Betrieben (Bäckereien, Fast-Food-Lokalen) zu sehen.

## Sortimente
- Süßwaren
- Getränke (alkoholisch wie alkoholfrei)
- Zigaretten/Tabakwaren
- Lebensmittel
- Zeitschriften
- Snacks/Backwaren

Abhängig vom Vertriebstyp erreichen die Tabakwaren/Zigaretten rund 50 % vom Shopumsatz. Telefon- bzw. Prepaid-Karten für Handys hatten in den 2000er Jahren ebenfalls einen großen Umsatzanteil erreicht, obwohl die Bedeutung mit Stand 2008 für die Shopbetreiber rückläufig war.
Insbesondere Tankstellen-Shops setzen momentan auf den Ausbau der Snack- und Backwaren-Sortimente. Grundsätzlich schließen dazu Tankstellenbetreiber mit dem Einzelhandel entsprechende Partnerschaftsverträge ab. So haben etwa Aral und REWE vereinbart, bis 2021 etwa 1000 der unternehmenseigenen Aral-Tankstellen mit REWE TO GO Stationen auszustatten, die in den meisten Fällen einen 24/7-Betrieb anbieten und jeweils etwa 1200 Artikel im Bestand haben.

## Vertriebstypen

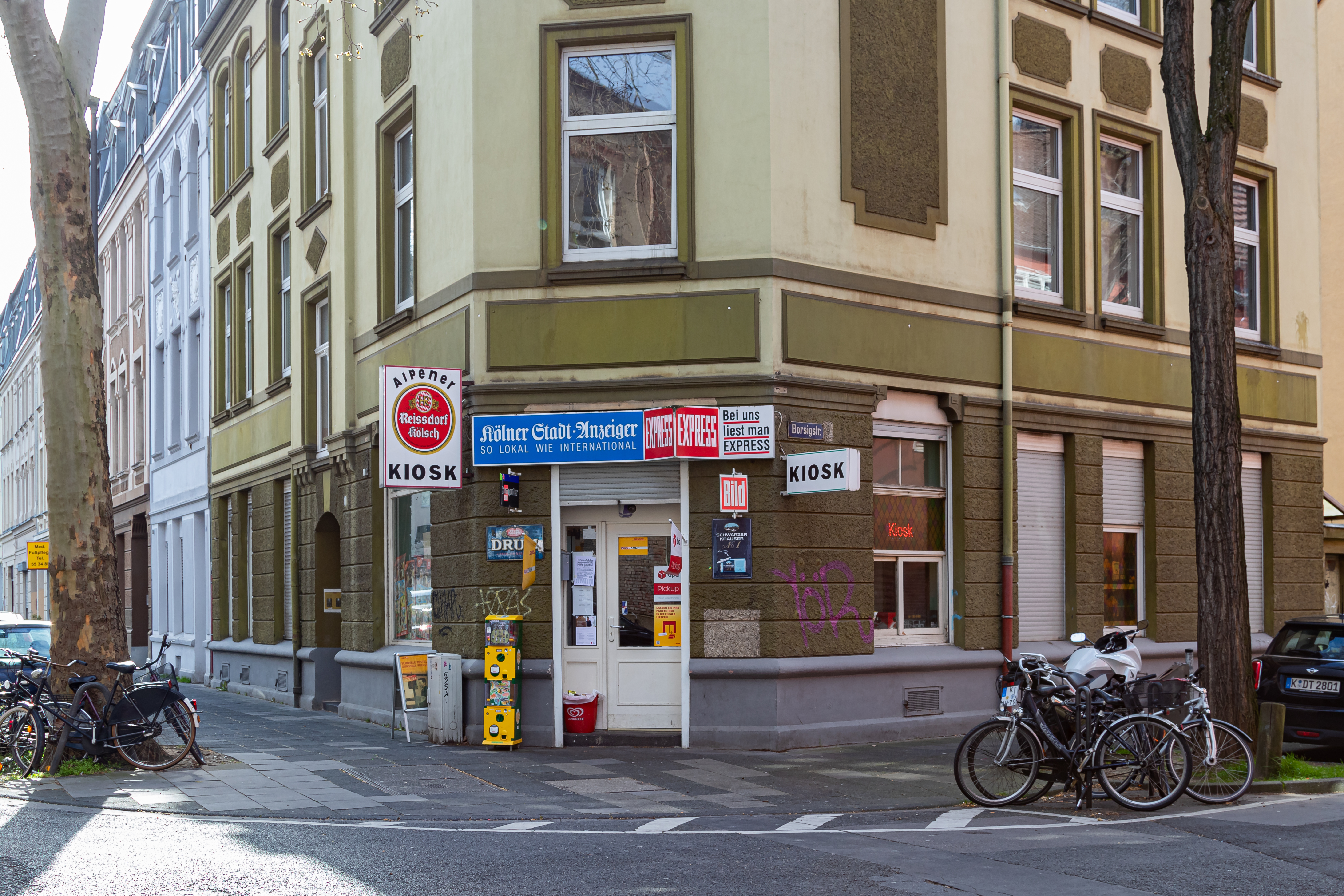
Kiosk in Köln-Ehrenfeld

In Deutschland spricht man gemeinhin von Convenience-Shops bei nachfolgenden Einzelhandelsformen:
- Tankstellen-Shop
- Kioske/Trinkhallen, s. a. Spätkauf (v. A. in Berlin)
- Bahnhofs-Shops
- kleinflächige Lebensmittelgeschäfte

Besonders die kleinflächigen Lebensmittelgeschäfte befinden sich momentan durch die Liberalisierung der Ladenöffnungszeiten in einem Entwicklungsprozess hin zum Convenience-Shop. Einen 24/7-Betrieb, wie er z. B. in den USA oder Japan verbreitet ist, erlauben die deutschen Ladenöffnungszeiten (mit wenigen Ausnahmen) jedoch nicht. Verschiedene deutsche Handelsgruppen entwickeln verstärkt Handelsformate, die den zukünftigen Convenience-Ansprüchen genügen und über keine zusätzlichen Frequenzzubringer wie Tankstellen oder Bahnhöfe verfügen. Dass die Entwicklung und Umsetzung solcher Stand-alone-Konzepte nicht einfach ist, zeigte der Marktführer Lekkerland. Dieser stellte bereits nach wenigen Monaten die Multiplikation des angekündigten Konzeptes namens „Everyday“ ein. Eine weitere Stand-alone-Lösung unter der Marke Aral wurde ebenfalls nach rund 18 Monaten wieder eingestellt. Etabliert haben sich momentan die Konzepte shop’n go, Spar Express und IK-Ihr Kaufmann der MCS-Gruppe und der Spar.
Häufig werden auch weitere Einzelhandelsformen mit o. g. Sortimenten ebenfalls als Convenience-Shops bezeichnet. In der Fachpresse spricht man aber eher von den „New Channels“ und meint damit:
- Videotheken
- Kantinen
- Bäckereien
- Getränkeabholmärkte

Da diese Einzelhandelsformen nur kleine Teile des Sortimentes der originären Convenience-Stores anbieten, sollte eine entsprechende Abgrenzung vorgenommen werden.

## Convenience Stores in Japan

Japans erster 7-Eleven, Tokio

In Japan sind Convenience Stores unter ihrer Abkürzung Kombini (auch Konbini) bzw. Combini (auch Conbini) (jap. コンビニ, konbini) bekannt. In diesen kann man nicht nur Artikel für das tägliche Leben erwerben, sondern auch seine Strom- und Telefonrechnung bezahlen. Des Weiteren kann man in diesen Kombinis Pakete zustellen lassen. Häufig befinden sich mehrere Kombini derselben Kette in enger Nachbarschaft, damit die Warenverteilung billiger und häufiger erfolgt. Diese Strategie wird als Dominant-Politik (ドミナント政策, dominanto seisaku) bezeichnet. 2007 gab es 44.542 Kombinis in Japan, davon allein 12.034 zu 7-Eleven gehörig. Die nächstgrößten Handelsketten sind Lawson und FamilyMart. Der Gesamtumsatz beträgt 8,2 Billionen Yen (≈ 64 Milliarden Euro, Stand: Ende 2008).

## Convenience Stores in Südkorea

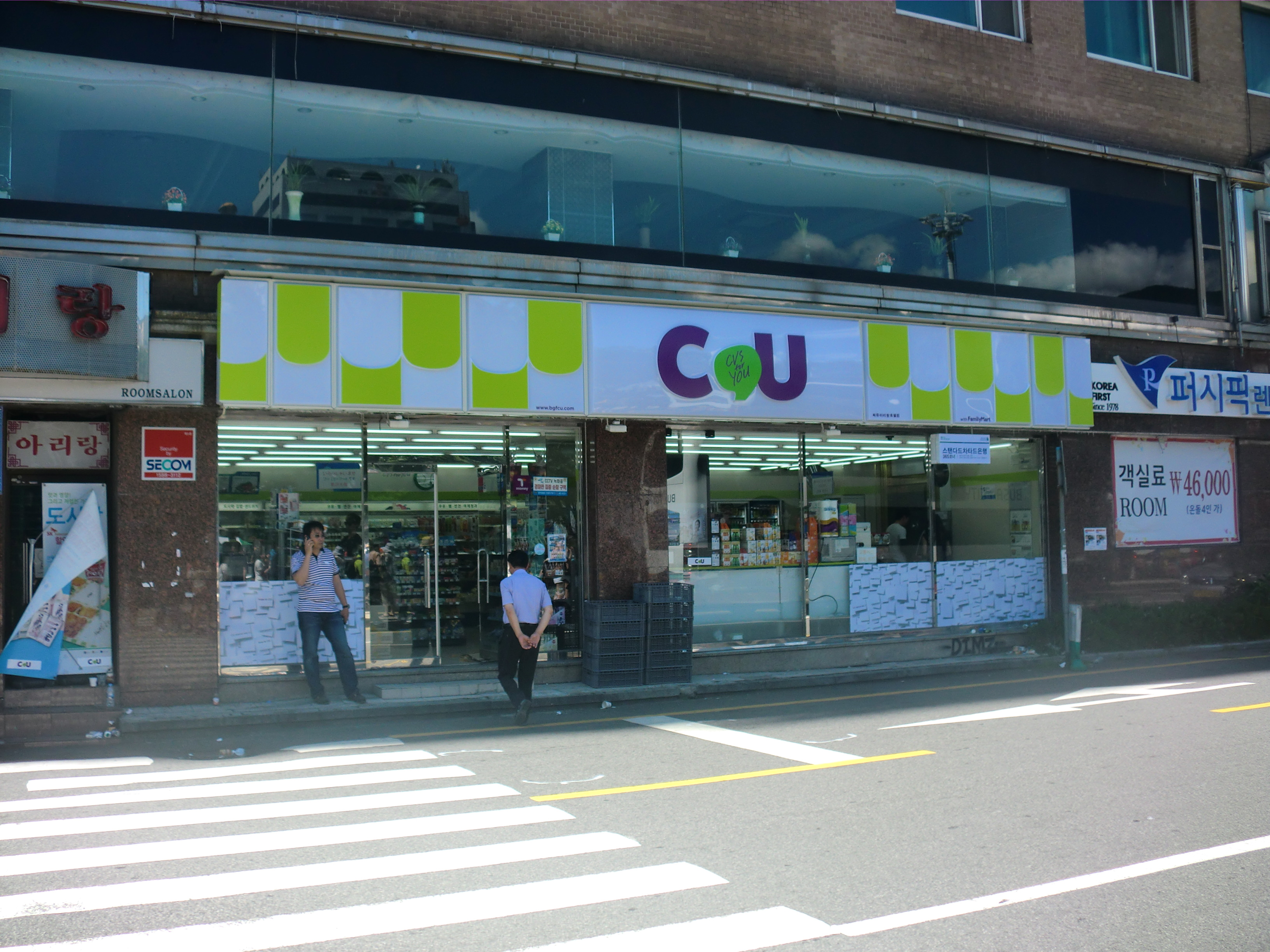
Ein CU-Convenience Store in Busan, Südkorea, 2012

Die vier größten Ketten sind CU (15.816 Läden, Stand 2021), GS25 (15.453 Läden), 7-Eleven (13.775 Läden inkl. den 2.602 übernommenen Ministops) und emart24 (5.891 Läden). Mit Stand Juli 2017 gab es in Südkorea 37.539 Convenience Stores, womit das Land eine höhere Dichte als Japan aufweist.
Weithin wird davon ausgegangen, dass Convenience Stores permanent geöffnet haben, an 365 Tagen im Jahr, 24 Stunden am Tag. Praktisch trifft das auch auf die meisten Convenience Stores zu. Allerdings ist es bei Franchises möglich, dass ein Convenience Store nachts für fünf bis sechs Stunden geschlossen hat, bei komplett privat betriebenen Läden noch länger. Franchise-Unternehmen setzen jedoch Anreize für den Rund-um-die-Uhr-Betrieb mit einer höheren Beteiligung am Gewinn.

## Bekannte Convenience-Shop-Marken (Auswahl)
- 7-Eleven (vor allem in Ostasien und Nordamerika, aber auch in Nordeuropa verbreitet)
- FamilyMart (Japan und andere Länder Asiens)
- Lawson (Japan)
- Nah & gut (Nachbarschaftsladen-Marke der Edeka)
- nahkauf (Nachbarschaftsladen-Marke der Rewe Group)
- Rewe To Go (Express-Shop-Variante der Rewe GmbH, vor allem an Tankstellen und in Innenstädten)
- Spar Express (Express-Variante von Spar u. a. in Deutschland und Österreich, finden sich vor allem in Bahnhöfen und Tankstellen)
- Żabka (Polen)

Schweiz
- Migrolino (Convenience-Shop-Marke der Migros)
- Coop Pronto (Convenience-Shop-Marke von Coop)
- Avec (Convenience-Shop-Marke von Valora)

## In der Populärkultur
Die japanische Schriftstellerin Sayaka Murata veröffentlichte 2016 den Roman Die Ladenhüterin (japanisch コンビニ人間, Konbini Ningen) in der eine Außenseiterin durch ihre Arbeit in einem Convenience Store sozial in die Gesellschaft integriert wird.